# Hotchkiss et Cie Model 1909
Hotchkiss et Cie Model 1909  — французский полубронированный автомобиль. Иногда встречается наименование Hotchkiss 1909. Производился на экспорт.

## История создания
В апреле 1902 года на парижской автомобильной выставке был представлен полубронированный автомобиль, изготовленный фирмой Charron, Girardot et Voigt на базе легкового автомобиля. Вооружение состояло из 8-мм пулемета Hotchkiss. В 1903 году данный полубронированный автомобиль прошел всесторонние испытания в Шалонском военном лагере, но на вооружение принят не был.
В 1909 году, на основе вышеописанного полубронированного автомобиля, по заказу правительства Османской империи, фирма Hotchkiss изготовила 4 полубронированных автомобиля.

## Описание конструкции
Hotchkiss 1904 представлял собой автомобиль с колесной формулой 2x4, на месте задних сидений которого была установлена открытая сверху бронированная рубка цилиндрической формы, в которой на шкворневой установке был установлен пулемет Hotchkiss. Член экипажа, стрелявший из пулемета, был защищен бронещитком. С левой стороны бронерубки находилась дверца.
Водитель броней защищен не был.

### Двигатель и трансмиссия
Hotchkiss 1904 оснащался четырёхтактным рядным шестицилиндровым карбюраторным двигателем жидкостного охлаждения Hotchkiss V 9.5L мощностью 75 л. с.

### Трансмиссия
Hotchkiss 1904 оснащался механической трансмиссией.

## Использовался
- Османская империя — 4 полубронированных автомобиля